# Allocyttus
Allocyttus es un género de peces de la familia Oreosomatidae, del orden Zeiformes.

## Especies
Especies reconocidas del género:
- Allocyttus folletti G. S. Myers, 1960
- Allocyttus guineensis Trunov & Kukuev, 1982
- Allocyttus niger G. D. James, Inada & I. Nakamura, 1988
- Allocyttus verrucosus (Gilchrist, 1906)

### Lectura recomendada
- Froese, R. & Pauly, D. (eds.) 2017. FishBase. World Wide Web electronic publication.